# شرکت پارس دارو
شرکت پارس دارو در سال ۱۳۳۹ با نام بایر فارما ایران توسط شرکت آلمانی بایر آگ به عنوان نخستین شعبه یک شرکت چندملیتی دارویی در ایران به بهره‌برداری رسید نخستین محصولات این شرکت مانند قرص‌های آسپرین، دلوران، رفاگان، شربت‌های تونیک و کریزیوال، تحت لیسانس شرکت بایر آلمان تولید می‌شدند. پس از انقلاب اسلامی اداره این شرکت چندملیتی به مدیران منتخب دولت واگذار گردید و شرکت تحت پوشش سازمان صنایع ملی ایران با نام پارس دارو (سهامی خاص) قرار گرفت.

در بهمن ۱۳۷۴ با طی مراحل قانونی با تغییر وضعیت از سهامی خاص به سهامی عام در فهرست شرکت‌های پذیرفته شده در سازمان بورس اوراق بهادار قرار گرفت.

## اهداف کلان
- تولید محصولات جدید
- استانداردسازی خطوط تولید
- رشد سهم بازار محصولات استراتژیک
- سودآوری متناسب
- دستیابی به رضایت متوازن ذینفعان
- ارتقای کیفیت تولید
- رشد بهره‌وری سازمانی
- ورود به بازارهای هدف صادراتی

## فراورده‌های دارویی
- آ.اس.آ
- آلوپورینول
- ازتیمایب
- امپرازول
- بتامتازون
- ترتینوئین
- آمی تریپتیلین
- اسپیرونولاکتون
- ایمی‌پرامین
- بتامتازون
- ترامادول
- تریپل سولفا
- تینیدازول
- زولپیدم
- ریواستیگمین
- سلکوکسیب
- سفیکسیم
- مترونیدازول
- فنوباربیتال
- موپیروسین
- متوپرولول
- نیستاتین
- ناپروکسن
- نیکلوزاماید
- هیدروکینون
- پیوگلیتازون
- پریماکین
- کلوتریمازول